# Hilarian von Espalion

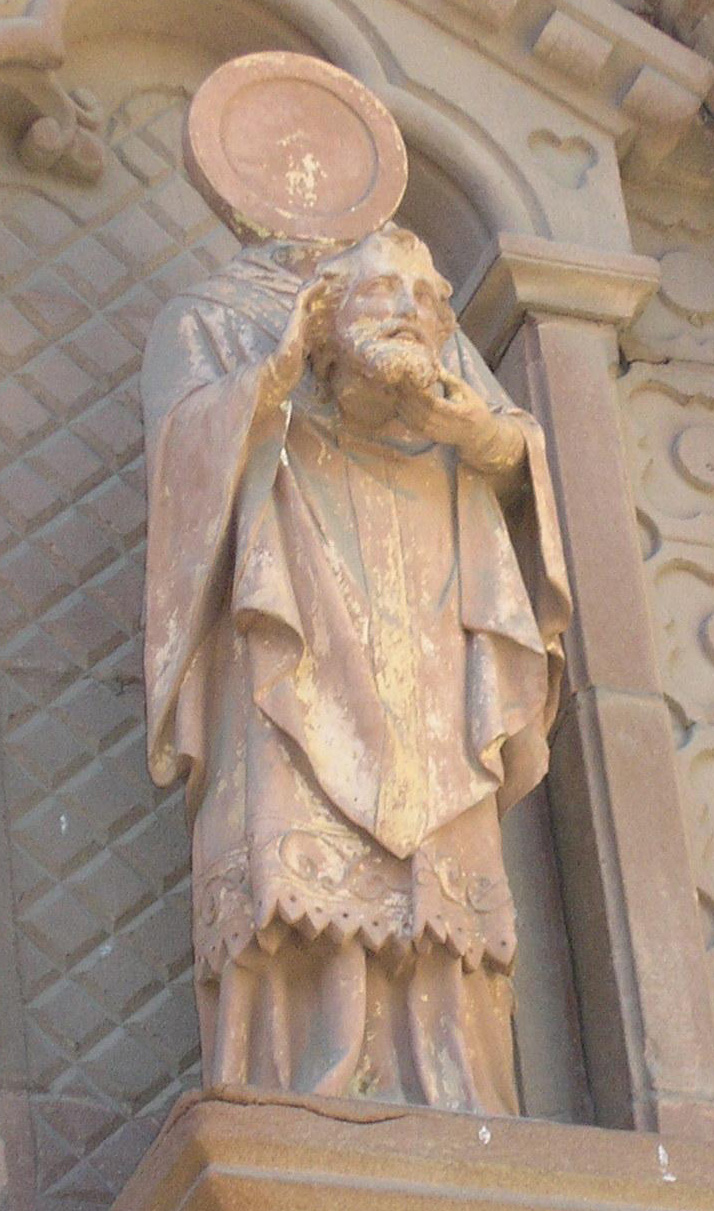
Statue des hl. Hilarian an der Pfarrkirche von Espalion

Der Heilige Hilarian von Espalion wurde um 760 in Lévinhac, einem zur Gemeinde Saint-Côme-d’Olt gehörenden Weiler am rechten Ufer des Lot, in der Nähe von Espalion im heutigen französischen Département Aveyron geboren. Er ist als christlicher Märtyrer am 15. Juni 793 gestorben und wurde in der späteren Prioratskirche St-Hilarian de Perse beigesetzt. Sein Festtag ist daher der 15. Juni.

## Die traditionelle Heiligenlegende
Die Legende stellt Hilarian als ein sehr frommes Kind von adeliger Herkunft dar, das im Palast Karls des Großen, des Königs der Franken und späteren Kaisers, auf den Priesterberuf hin erzogen wurde. Nachdem er die Priesterweihe erlangt hatte, verzichtete er auf alle höfischen Ehren (er soll der Beichtvater Karls des Großen gewesen sein), um in die Ländereien seiner Geburt zurückzukehren. Dies sei mit dem Ziel geschehen, in der Kirche von Perse zu dienen, und, wie die Legende anfügt, aus Liebe zu seiner Mutter und zu seinem Geburtsort. In einem gallikanischen Martyrologium des 17. Jahrhunderts wird er jedoch als Missionar bezeichnet, der gekommen war, um die Bevölkerung der Grafschaft Rouergue zu evangelisieren.

### Wundersame Überquerung des Lot
Als das linke Ufer des Lot von den Sarazenen überfallen wurde, begab er sich trotzdem gewohnheitsgemäß von Lévinhac, wo seine Mutter wohnte, zur Chapelle de Perse, um dort weiterhin die heilige Messe zu feiern. Dabei überquerte er den Lot auf seinem auf dem Wasser ausgebreiteten Mantel, den er wie ein Boot benutzte, besonders dann, wenn das reißende Wasser des Flusses einen anderen Übergang unmöglich machte. Ein Kreuz, das den Namen und ein Abbild des Heiligen trägt, bezeichnet den Ort, wo er das Ufer betrat.

### Martyrium und Wunder von Fontsange

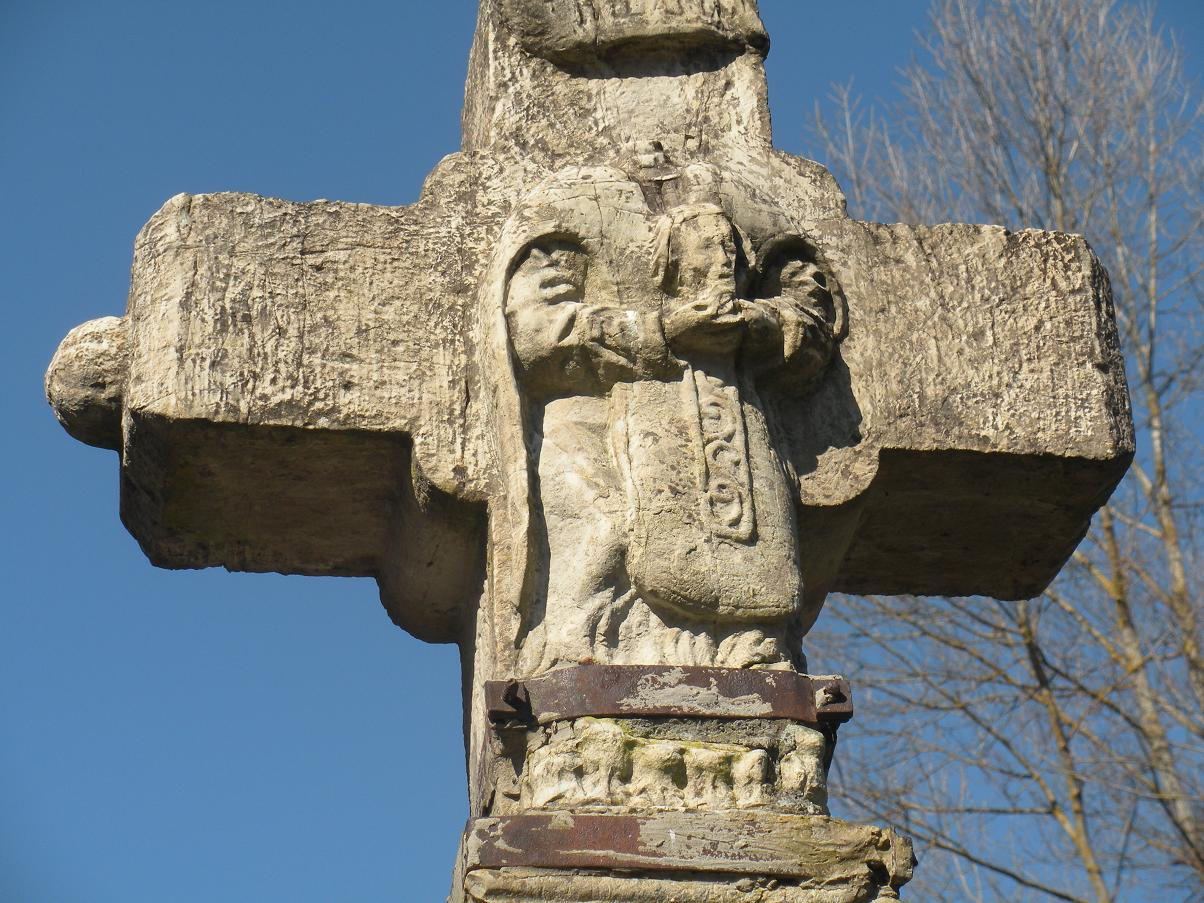
Kreuz des hl. Hilarian am linken Ufer des Lot

Nach der Legende überfielen ihn Sarazenen am 15. Juni 793, während er in der Chapelle de Perse seinen Dienst verrichtete und schnitten ihm den Kopf ab. Die Legende erzählt weiter, dass er seinen Kopf aufhob, ihn in seinen Händen zur Quelle von Fontsange (nach Abbé Servières fontaine de sang, siehe Bibliographie) trug, um ihn zu waschen, und ihn dann seiner Mutter überbrachte, da er das Versprechen gegeben hatte, dies zu tun, falls er von seinen Gegnern enthauptet werden sollte. Diese Quelle, die heute einem Viertel des Städtchens Espalion den Namen gibt, das in jener Umgebung erbaut wurde, war der Überlieferung diverser Zeugen nach für ihr heilsames Wasser bekannt. Diese Eigenschaften sollen auf das Ereignis zurückgehen, das das abgeschnittene Haupt des Heiligen dort gewaschen wurde.
Joseph Vaylet (1894–1982) gibt in dem auf Okzitanisch verfassten Text „Lou martire de Sant-Hilarian“ zusätzliche Informationen : Diese Quelle, wo der Heilige sein Martyrium erlitt, war «ein heiliger Quell der Heiden».

### Traditionelle Darstellung des Heiligen
Auf einer Seite des oben erwähnten Kreuzes ist der Heilige folgendermaßen dargestellt: in seine Priestergewänder gekleidet hält Hilarian seinen Kopf in den Händen. In gleicher Weise ist eine Statue auf dem Vorplatz der Pfarrkirche von Espalion gestaltet, außerdem findet sie sich auf einem Gemälde, das im Musée Vaylet in Espalion aufbewahrt wird. Eine weitere Statue des gleichen Typs befindet sich auf der rechten Seite des Hauptaltars der Pfarrkirche. Durch diese Darstellungsweise gehört Hilarian von Espalion die Gruppe der Cephalophoren (d. h. der Kopfträger wie z. B. der hl. Dionysius von Paris, der hl. Miliau oder der hl. Eusebius von Rankweil).

## Grundlagen der Legende des hl. Hilarian
Parallel zur mündlichen Überlieferung, die sich von Generation zu Generation zumindest bis zum Beginn des 20. Jahrhunderts fortsetzte, und zur Ikonographie in Form von Statuen, Reliefs, Glasfenstern und Gemälden scheint die Geschichte des hl. Hilarian vorwiegend aus einem alten handschriftlichen Dokument hervorzugehen. Dieses Buch war auf Pergament geschrieben, mit Office de saint Hilarian (Offizium des hl. Hilarian) betitelt und wurde zwischen dem 11. und dem 14. Jahrhundert datiert. Sein Original ist anscheinend verloren gegangen, aber laut Kanonikus Servières haben zwei Kopien des Buches existiert. Die eine stammte von vor der französischen Revolution, die zweite vom Juni 1860, wobei die zweite Kopie gemäß der ersten erstellt wurde. Dieses Offizium besteht aus Texten, die das Leben des Heiligen beschreiben, kombiniert mit liturgischen Gesängen.

## Reliquien des Heiligen

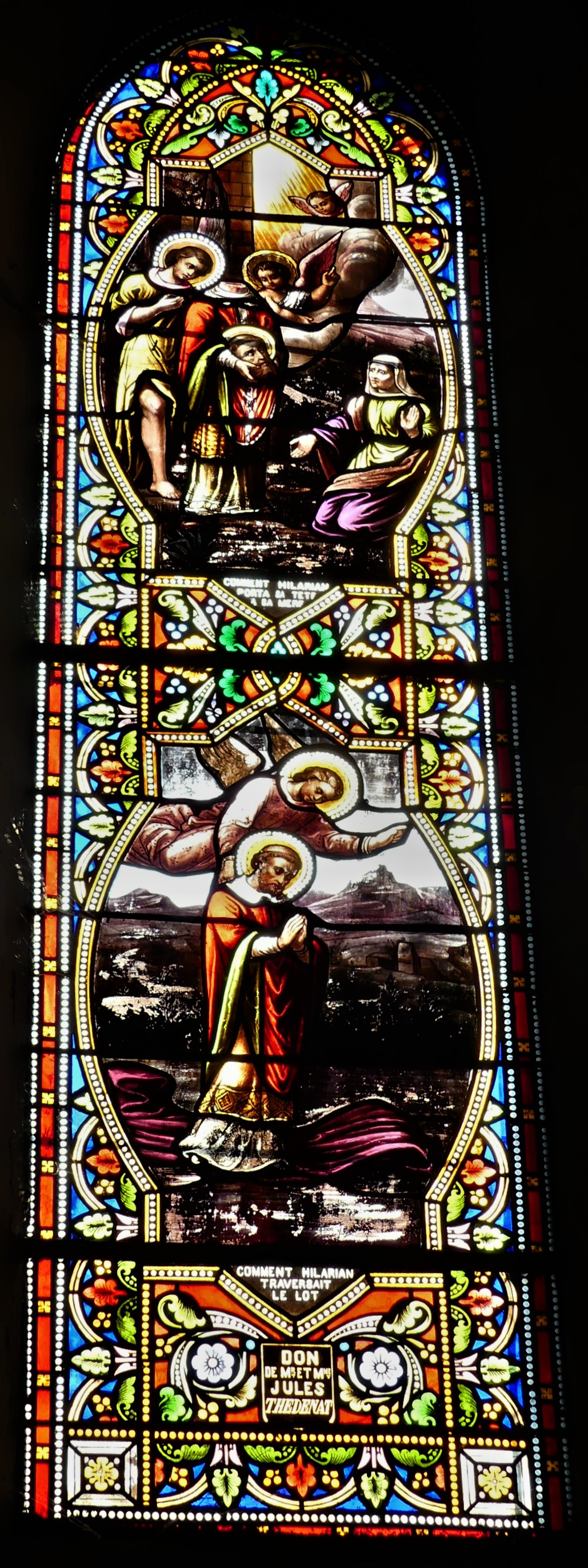
Fenster in der Hilarian-Kapelle der Pfarrkirche von Espalion

Nach seinem Martyrium wurde Hilarian in der Chapelle de Perse beigesetzt, wo die ersten Jakobspilger auf dem Weg nach Santiago de Compostela Halt machten, um seiner anhand seiner Reliquien zu gedenken. Vor 1060 wurde die romanische Kirche St-Hilarian de Perse an Stelle der primitiven Kapelle errichtet und unter das Patrozinium des Heiligen gestellt. Zu Beginn stand sie unter dem Patrozinium der in Conques verehrten Hl. Fides von Agen. Es scheint, dass bis zum Anfang des 16. Jahrhunderts seine Reliquien nirgends schriftlich erwähnt werden, aber die Verehrung Hilarians war durchaus eine echte.

### Öffnung des Grabes 1524
Im Rahmen einer religiösen Zeremonie nahm 1524 der Bischof von Rodez, François d’Estaing, in der Kirche St-Hilarian de Perse die Öffnung des Grabes vor. Die sterblichen Überreste des Märtyrers wurden exhumiert und in einen Schrein gelegt, der für die Aufnahme der Gebeine des Heiligen für würdig erachtet wurde (Nach dem Protokoll des Bischofsbesuchs, überliefert im Werk des Kanonikus Servières).

### Die heutige Kapelle des hl. Hilarian in Espalion
in der heutigen Pfarrkirche St-Jean-Baptiste in Espalion, die am 3. Oktober 1883 geweiht wurde, werden seine Reliquien, darunter einige Knochenfragmente, seit 1893 im Inneren eines Schreins in einer Seitenkapelle aufbewahrt, deren Patron Hilarian ist. Eines der Glasfenster dieser Kapelle zeigt ihn bei der Überfahrt über den Lot auf seinem Mantel, so wie es die Legende berichtet. In der Kapelle kann man auch eine Bronzeplastik von Denys Puech sehen, die die Enthauptung des Heiligen darstellt, und vor dem Altar ein Basrelief, das den Heiligen zeigt, wie er sein abgetrenntes Haupt seiner Mutter übergibt.

### Weitere Orte, die im Besitz von Reliquien Hilarians waren
Gemäß der Dokumente der Bollandisten und der Protokolle von bischöflichen Visiten waren weitere Kirchen in der Region Rouergue im Besitz von Reliquien des Heiligen. Dies waren die frühere Pfarrkirche St-Jean-Baptiste in Espalion, in der heute das Musée Vaylet und das Museum für Tauchgeräte untergebracht ist, die Kirche von Flaujac, die Klosterkirche Notre-Dame de Bonneval und die Kirche von Thérondels.

### Zerstreute Reliquien
Die Zeit der französischen Revolution fügte den Reliquien wahrhaft großen Schaden zu. Im Endeffekt scheinen sie verstreut worden und verschwunden zu sein, ohne dass man genau entscheiden könnte, ob sie weggeworfen wurden, verloren gegangen sind oder ob man sie mit der Absicht der Bewahrung versteckt und dann das Versteck vergessen hat. Was wir allerdings wissen, ist, dass 1794 der Reliquienschrein Hilarians erhoben und „seine Gebeine entweiht wurden“. Der Schrein selbst wurde nach Saint-Geniez-d’Olt, in den Hauptort des durch die Revolution geschaffenen Distrikts, transportiert, um dort verkauft zu werden. Trotzdem scheinen im 19. Jahrhundert einige Fragmente der Gebeine wiedergefunden worden zu sein, von denen man aufgrund der schriftlichen Informationen, die sie begleiteten, annahm, dass sie dem hl. Hilarian von Espalion zugehörig seien. Dies sind die Fragmente, die heute im aktuellen Schrein in der Pfarrkirche verwahrt werden.

## Die in Frage gestellte Tradition
Hilarian von Espalion ist ein Lokalheiliger. Dies bekräftigt die Tradition: von lokaler Herkunft, wurde Kaplan am kaiserlichen Palast oder möglicherweise gar Beichtvater des Kaisers, kehrte in seine Heimat zurück und wies dadurch alle hohen Würden und Ehren zurück, Martyrium durch die Sarrazenen, Wunder der Waschung des Kopfes in der Quelle von Fontsange. Diese Elemente der Tradition wurden jedoch in Frage gestellt, insbesondere von dem bereits zitierten gallikanischen Martyrologium, das ihn zu einem Missionar macht, der ins Rouergue gekommen ist, also eben nicht lokaler Herkunft wäre, und durch die vom Jesuiten Daniel Papebroch von 1660 bis 1709 in Zusammenarbeit mit Jean Bolland verfassten Acta Sanctorum: der Tod könnte möglicherweise den Normannen anlässlich eines ihrer Einfälle zuzuschreiben sein, die Waschung des abgetrennten Kopfes in der Quelle könnte eine Aktion der Gläubigen gewesen sein und die nachfolgende Darstellung eines heiligen Cephalophoren in der Skulptur oder der Malerei wäre schlicht irrig.

## Die Wiederbelebung der Verehrung Hilarians im 19. Jahrhundert
Am Ende des 19. Jahrhunderts erfuhr die Verehrung des hl. Hilarian eine Erneuerung aufgrund ihrer offiziellen Anerkennung durch Rom, welche die Folge eines Vorstoßes war, der vom Bischof von Rodez, dem späteren Kardinal Joseph-Christian-Ernest Bourret, unternommen worden war. Er hatte ein kanonisches Tribunal einberufen, dessen Aufgabe es war, das hohe Alter der dem Heiligen entgegengebrachten Verehrung nachzuweisen, damit er auch außerhalb der Grenzen seiner Pfarrei anerkannt werden könnte. 1859 urteilte der Heilige Stuhl, dass das hohe Alter der Verehrung nicht hinreichend nachgewiesen worden sei, und lehnte die Ausweitung der Verehrung auf die gesamte Diözese Rodez ab (sie blieb nur innerhalb der Pfarrei Espalion toleriert). Insofern ist es diese Beschränkung seitens Rom, der den Vorstoß von Bischof Bourret motivierte. Dieser führte schließlich zu der offiziellen Bestätigung, dass die Verehrung seit alters her überliefert sei : Hilarian wurde am 8. Mai 1883 heiliggesprochen. Doch für die lokale Bevölkerung war Hilarian schon seit langer Zeit ein Heiliger.

## Das Fest des hl. Hilarian
Das Fest des hl. Hilarian findet heutzutage in Espalion am dritten Sonntag im Juni statt. Allerdings findet schon seit sehr vielen Jahren keinerlei Veranstaltung religiösen Charakters (wie z. B. eine Prozession) mehr statt, die an den heiligen Namensgeber erinnern würde. Früher gab es zum Fest immer eine Parade zu Pferde, für die jedes Stadtviertel seinen blumengeschmückten Wagen bereitstellte. Außerdem gab es Kinderspiele und ein Entenrennen. Und es wurde ein eingeseifter Mast mit einer Fahne an der Spitze aufgestellt und es war eine große Ehre, die Fahne heruntergeholt zu haben. In einem Protokoll von 1654, als die Pest in der Gegend von Espalion gewütet hatte, wurde beschlossen, „dass angesichts der Betrübnis, die die Krankheit verursacht hat, die großen Kosten, die das Fest unseres guten Patrons, Saint-Hilarian, für die Geigenspieler, das Bankett und die Opferkerzen verursacht, nicht angebracht sind und stattdessen zur Beschwichtigung des Zornes Gottes keine Versammlung und kein Tanz abgehalten werden, sondern das Geld für den Bau der Kapelle des hl. Josef verwendet wird.“

## Bibliographie
- Henri Affre, Notice sur saint Hilarian, patron d’Espalion, impr. J. Kastner, 1860, 36 p. (französisch)
- Kanonikus L. Servières, Histoire de Saint Hilarian, Carrère éditeur, 1895 (französisch)
- E. Roudie, La légende de Saint-Hilarian, (Mysterienspiel in einem Akt) und Joseph Vaylet, Lou Martire de Sant-Hilarian (récit en occitan), Éditions Paris-Rouergue, 1939 (französisch/okzitanisch)
- Henri Affre, Simples récits historiques sur Espalion, 1850 (neu herausgegeben 1972 durch die „Les Amis de la Vallée d’Olt“) (französisch)
- M. Carnus, E. Cabanettes, Saint-Côme d’Olt, Éditions Subervie, Rodez, 1966 (französisch)